# Штатив-струбцина

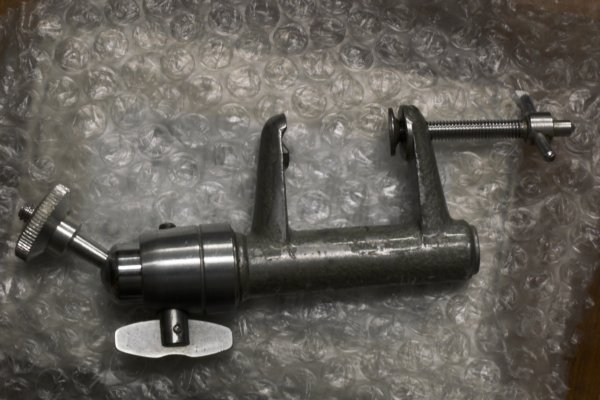
Штатив-струбцина

Штатив-струбцина, струбцинка — пристрій для кріплення фотоапарата або іншого пристрою до предметів різної товщини, що затискають предмет між губками струбцини або між губкою і гвинтом.
Конструкція струбцини може включати в себе також «шуруп» для вкручування в м'яку деревину.
Зазвичай має кріплення для штативної головки і невеликі (у порівнянні з іншими різновидами штативів) габарити.
Використовується фотографами при жорстких вагових і габаритних обмеженнях на переносну апаратуру, а також в умовах, коли фототехніка повинна бути жорстко закріплена щодо навколишнього оточення (наприклад, на кораблі або в літаку).